# Batalla de Java
La batalla de Java, también conocida como la invasión de Java u operación J, fue una batalla de la Guerra del Pacífico en la Segunda Guerra Mundial. Ocurrió en la isla de Java del 28 de febrero al 12 de marzo de 1942. Involucró a las fuerzas del Imperio del Japón, las cuales invadieron la isla el 28 de febrero de 1942 y miembros de los aliados. Los comandantes aliados firmaron una rendición formal en el cuartel japonés en Bandung el 12 de marzo.

## Orden de Batalla de ABDA
Real Ejército Neerlandés de las Indias Orientales Koninklijk Nederlands Indisch Leger (KNIL): teniente general Hein Ter Poorten
- 1.ª División de Infantería del KNIL: mayor general Wijbrandus Schilling[2]
- 2.ª División de Infantería del KNIL: mayor general Pierre A. Cox
- 3.ª División de Infantería del KNIL: mayor general Gustav A. Ilgen
- Tropas británicas (5500): mayor general Sir Hervey D.W. Sitwell[3]
- Tropas estadounidenses (750) major general J.F. Barnes
- Tropas australianas (3000): brigadier Arthur S. Blackburn.[4]

## Fuerzas
Las fuerzas japonesas estaban divididas en dos grupos: la fuerza Oriental, con su cuartel en la isla de Jolo en el Archipiélago de Sulu, incluyendo la 48.ª División y el 56.º Regimiento. La fuerza Occidental, con base en la bahía de Cam Ranh, Indochina Francesa incluía la 2.ª División y el 230.º Regimiento (proveniente de la 38.ª División).
Las fuerzas aliadas estaban mandadas por el comandante del Real Ejército Neerlandés de las Indias Orientales (KNIL), el general Hein ter Poorten. Aunque las fuerzas del KNIL contaban con 25 000 hombres bien armados (en su mayoría indonesios), muchos no estaban bien entrenados. Las fuerzas del KNIL estaban desplegadas en cuatro sub-comandos: Batavia (Yakarta) (dos regimientos); Java central norte (un regimiento); Java sur (un regimiento) y; Java este (un regimiento).

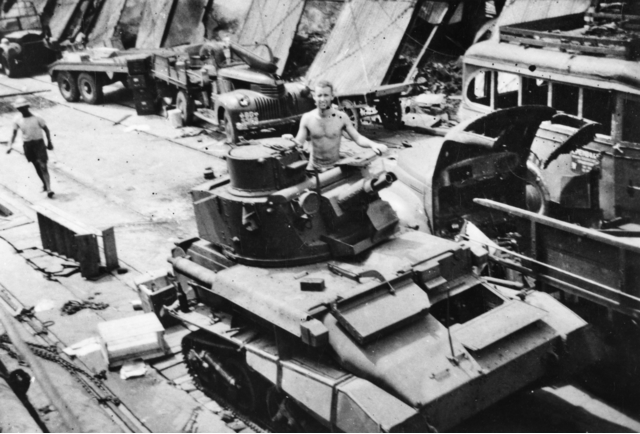
Un Mk VI B del 3.ª de Húsares desembarca en Sumatra el 14 de febrero de 1942.

Las unidades británicas, australianas y estadounidenses estaban dirigidas por el major general británico H. D. W. Sitwell. Las fuerzas británicas eran predominantemente unidades antiaéreas: el 77.º Regimiento Antiaéreo Pesado, el 21.º Regimiento Antiaéreo Ligero y el 48.º Regimiento Antiaéreo Ligero. La única unidad acorazada británica en Java era un escuadrón de tanques ligeros del 3.º de Húsares británicos. Dos regimientos británicos antiaéreos se encontraban sin cañones, el 9.º Regimiento Pesado y el 35.º Regimiento Ligero estaban equipados como infantería para defender las pistas aéreas. Los británicos también tenían transportes y unidades administrativas.
La formación australiana -llamada "Blackforce" por su comandante, el brigadier Arthur Blackburn- incluía al 2.º/3.er Batallón de Ametralladoras, el 2.º/2.º Batallón de Pioneros, una compañía del Cuerpo de Reales Ingenieros Australianos, un pelotón del 2.º/1.er Cuartel del Batallón de la Guardia, aproximadamente 100 refuerzos que originalmente debían reforzar Singapur, un pequeño grupo de soldados que logró escapar de Singapur luego de su caída ante los japoneses, dos compañías de transporte, una estación para levantamiento de bajas, una unidad de cuartel de compañía. Blackburn decidió reorganizar sus tropas como una brigada de infantería. Estaban bien equipados, contando con ametralladoras Bren, automóviles blindados ligeros, y camiones, pero tenían pocos fusiles, subfusiles, fusiles antitanque, morteros, granadas, equipos de radio o Bren carriers. Blackburn logró organizar el personal de cuartel y tres batallones de infantería basados en el 2.º/3.er de Ametralladoras, el 2.º/2.º de Pioneros y un "Grupo de Reserva" mixto. Las únicas fuerzas terrestres estadounidenses en la isla, el 2.º Batallón del 131.º Regimiento de Artillería (una unidad de Texas de la Guardia Nacional de los Estados Unidos) también estaba adjunta la fuerza australiana.

## Campaña de Java Occidental

### Campaña de Java Occidental desde Merak y la Bahía de Bantam
Luego de discutir las preparaciones de guerra el 21 de enero con el comandante de la 3.ª Flota e inspeccionar la 48.ª División en Manila, el teniente general Hitoshi Imamura recibió la orden de atacar Java el 30 de enero.
El convoy consistía de 56 transportes con tropas del 16.º Cuartel del Ejército, 2.ª División y 230.º Regimiento de Infantería a bordo. El convoy partió desde Cam Ranh a las 10:00 el 18 de febrero con el comandante en jefe teniente general Hitoshi Imamura a bordo del transporte Ryujo Maru. La escolta del convoy estaba bajo el comando el contraalmirante Kenzaburo Hara.
A las 23:20 del 28 de febrero, los transportes que llevaban los destacamentos Nasu y Fukushima comenzaron operaciones de desembarco en Merak. Diez minutos después se les unieron otros transportes; el que traía al destacamento Sato ancló en la Bahía de Bantam. Para las 02:00 del 1 de marzo, todos los transportes habían llegado a sus posiciones. El Destacamento Costero de Merak del KNIL, compuesto de una sección del 12.º Batallón de Infantería del KNIL del capitán F.A.M. Harterink, abrió fuego contra los invasores pero fue rápidamente derrotado.
El primero de marzo, los invasores establecieron una nueva base de operaciones en Serang. Las tropas de la 2.ª División bajo el mando del teniente general Masao Maruyaa fueron divididas en los siguientes destacamentos:
- Nasu: mayor general Yumio Nasu
- Fukushima: coronel Kyusaku Fukushima
- Sato: coronel Hanshichi Sato

El destacamento Nasu recibió órdenes de capturar Buitenzorg para cortar la ruta de escape de Batavia a Bandoeng. Los destacamentos Fukushima y Sato, entretanto, debían dirigirse a Batavia a través de Balaradja y Tangerang.
El 2 de marzo, el destacamento Nasu llegó a Rangkasbitung y continuó hacia Leuwiliang, 24 km al oeste de Buitenzorg. El 2.º/2.º Batallón Pionero y el 2.º/3.er Batallón de Ametralladoras australianos estaban posicionados a lo largo de una ribera en Leuwiliang y montaron una vigorosa defensa. Simultáneos y certeros disparos de la batería "D" del 2.º/131.º Artillería de Campaña de los Estados Unidos destruyeron varios tanques y camiones japoneses. Blackforce logró retrasar el avance japonés por dos días completos antes de verse obligado a retirarse a Soekabumi. Más o menos al mismo tiempo, las unidades Fukushima y Sato se dirigieron hacia el oeste a Madja y Balaradja. Encontraron que varios de los puentes ya habían sido destruidos por los holandeses que se encontraban en retirada y se vieron obligados a encontrar otras rutas; algunas de las unidades tomaron esta oportunidad para dirigirse a Buitenzorg.